# ANF Les Mureaux 115
Les monoplans ANF Les Mureaux 110 à ANF Les Mureaux 117 forment une famille de biplaces d'observation et de reconnaissance tactique caractéristiques de l'entre-deux-guerres construit par les ANF Les Mureaux. Les ANF Les Mureaux 115 et ANF Les Mureaux 117, construits en série pour l'armée de l'air française, furent largement utilisés durant la Campagne de France.

## Variations sur un thème

### ANF Les Mureaux 110
Au moment de la fusion des Ateliers des Mureaux avec les Ateliers de Construction du Nord de la France (ANF), l’ingénieur André Brunet travaillait sur un projet de biplace de reconnaissance et d’observation répondant à un programme lancé en 1928. Le résultat fut un monoplan parasol de construction entièrement métallique, biplace en tandem à postes ouverts et train d'atterrissage classique fixe, propulsé par un moteur Hispano-Suiza 12 cylindres refroidi par eau.
Deux prototypes Mureaux 110 à moteur Hispano-Suiza 12Ybrs de 650 ch furent construits, le premier vol intervenant en avril 1931. Le second prototype fut par la suite converti en ANF Les Mureaux 112.

### ANF Les Mureaux 111
Le troisième prototype ANF Les Mureaux 110 fut équipé, à titre comparatif, d’un moteur Hispano-Suiza 12Nb de 650 ch.

### ANF Les Mureaux 112
Après modifications, le Mureaux 110 no 2 reprit ses essais en vol le 15 mai 1933 sous cette nouvelle désignation, suivi rapidement d’un second prototype. L’appareil fut retenu par l’armée de l'air française sous l’appellation Mureaux 112 R2.

### ANF Les Mureaux 112 GR
Un unique appareil biplace de raid fut construit pour participer à la Coupe Bibesco, qu’il remporta le 6 juillet 1934 à 313,4 km/h de moyenne (équipage François et Génin).

### ANF Les Mureaux 113

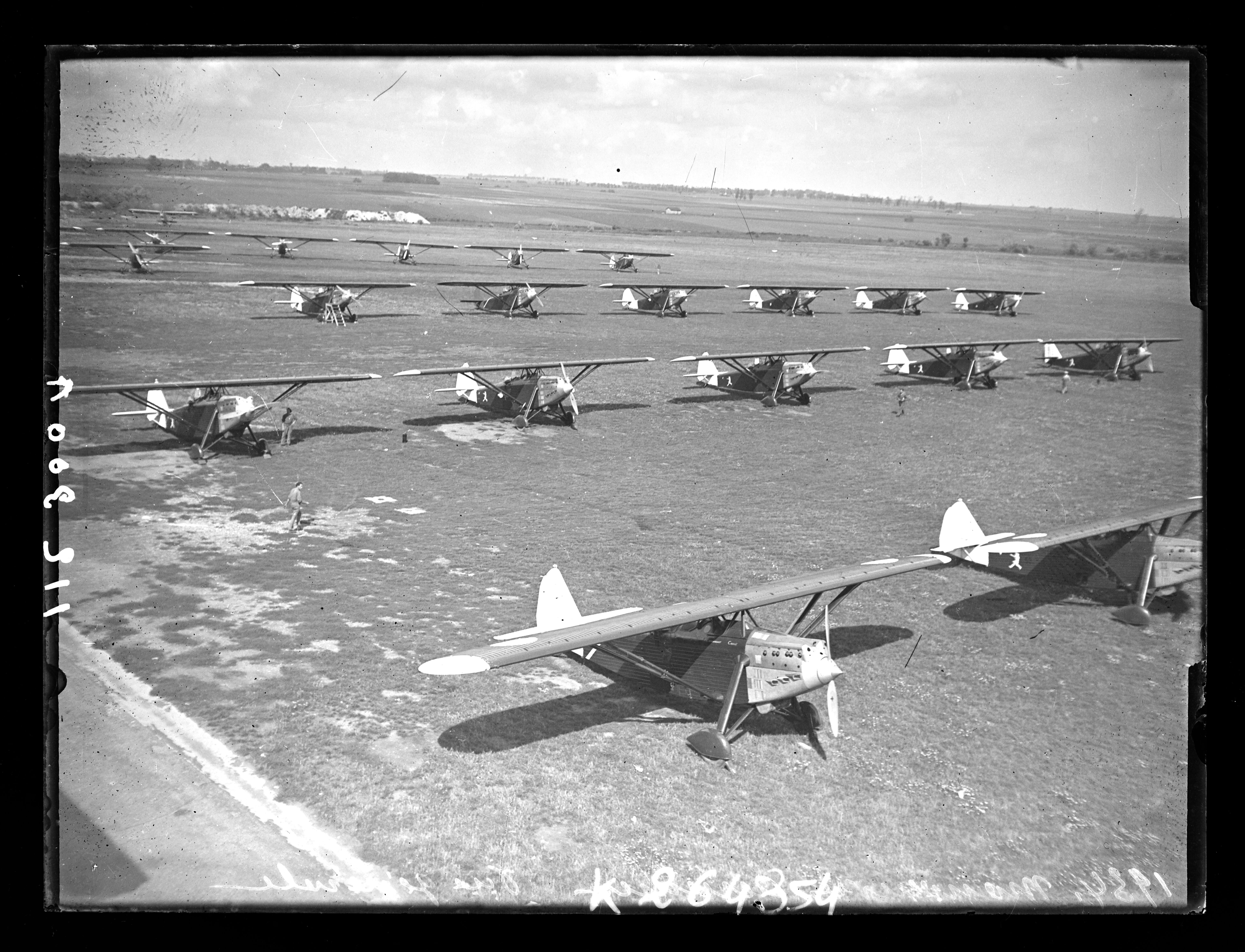
Des Mureaux 115 lors de manœuvres en 1934.

Version de série destinée à l’armée de l'air française, 49 Mureaux 113 R2 destinés à la reconnaissance étant livrés. Après modification de 2 exemplaires en chasseur nocturne Mureaux 114, il fut décidé de transformer les appareils encore en service en Mureaux 113 CN2 de chasse de nuit.

### ANF Les Mureaux 114
Deux Mureaux 113 furent convertis expérimentalement en chasseurs de nuit biplaces (CN2) courant 1933 avec un moteur 12Ybrs de 860 ch et des projecteurs. Ce modèle ne fut pas construit en série mais les Mureaux 113 convertis à un standard similaire.

### ANF Les Mureaux 115 R2B2
Biplace de reconnaissance et de bombardement léger dérivé du Mureaux 113 dont le prototype effectua son premier vol le 6 mars 1935. Ce appareil équipé d'un moteur Hispano-Suiza 12Ycrs comportant un canon HS-9 de 20 mm dans le moyeu de l’hélice, fut retenu par l’armée de l'air française pour équiper les unités tactiques de reconnaissance et d’observation et 119 Mureaux 115 R2B2 furent livrés aux escadrilles.

### ANF Les Mureaux 117
La production des moteurs-canon 12Ycrs étant affectée en priorité à la construction des chasseurs, 115 cellules de Mureaux 115 furent livrées à l’armée de l'air française avec un moteur Hispano ne comportant pas de canon de 20 mm dans le moyeu de l’hélice. Ce modèle se distingue en outre par un dessin très différent du radiateur.

### ANF Les Mureaux 119
Un Mureaux 113 fut modifié en juin 1935 en vue d’une tentative de record du monde d’altitude avec charge de 500 kg.

### ANF Les Mureaux 131
Variante expérimentale du Mureaux 110 à moteur Renault.

### ANF Les Mureaux 200
Triplace de reconnaissance dérivé du Mureaux 115, dont l’unique prototype effectua son premier vol 15 mai 1936.

## En service
À la déclaration de guerre en août 1939, les Mureaux 113 de la 13e escadre de chasse de nuit avaient été remplacés par des bimoteurs Potez 631 et la 12e escadre de bombardement ne possédait plus que deux Mureaux 115, mais on en comptait encore 7 à la 54e escadre de bombardement. Les principaux utilisateurs étaient bien entendu les groupes d’observation d'armée (GOA) :  
- GOA 501	Lille Lesquin	10 MUREAUX 115
- GOA 502	Amiens	         6 MUREAUX 115
- GOA 503	Rouen	         8 MUREAUX 115
- GOA 504	Chartres         4 MUREAUX 115
- GOA 506	Metz	         1 MUREAUX 113
- GOA 507	Luxeuil	         8 MUREAUX 115
- GOA 514	Lyon Bron        8 MUREAUX 115 et 7 MUREAUX 117
- GOA 515	Marignane        6 MUREAUX 117
- GOA 517	Toulouse         6 MUREAUX 117
- GOA 520	Nancy           14 MUREAUX 115
- GOA 548	Fayence	         8 MUREAUX 115
- GOA 551	Orly            31 MUREAUX 117
- GOA 552	Reims	         9 MUREAUX 117
- GOA 553	Strasbourg       8 MUREAUX 115

Rebaptisés groupes aériens d'observation (GAO) en septembre 1939, ces groupes étaient mis à la disposition des forces terrestres pour assurer des missions de reconnaissance tactique ou de réglage d’artillerie, mais les Mureaux se révélèrent vite des proies faciles pour les avions allemands, chasseurs ou non, et les pertes furent élevées. Le premier avion français abattu par la Luftwaffe fut d’ailleurs un Mureaux 115 du GAO 553, dès le 8 septembre 1939. Deux jours plus tard 2 appareils du GAO 520 effectuant une mission de réglage d’artillerie dans le secteur de Sarrebruck furent abattus par les Messerschmitt Bf 109 du 1./JG53. L’équipage Lahaye et Capoen parvient à regagner les lignes mais le lieutenant observateur Potié et le sergent pilote Tacquart se tuèrent en percutant près de Grosbliederstroff.
Rapidement l’état-major demandera le remplacement des Mureaux par des Potez 63.11, mais on comptait 110 Mureaux en première ligne le 10 mai 1940 au déclenchement de la bataille de France. La mise en service progressive des bimoteurs Potez aurait dû entraîner leur transfert aux missions de liaison et d'entraînement, mais pourtant quelques exemplaires étaient encore recensés le 20 juin 1940, dont 24 en première ligne :
- Groupement de marche d’observation des armées de l’Ouest (regroupant les GAO 501, 1/508, 2/508, 515, 1/551, 581 et 1/589) : 11 Mureaux 115/117 (7 disponibles)
- Groupement de marche d’observation des armées du Centre (regroupant les GAO 502, 505, 510, 546 et 3/551) : 4 Mureaux 115 (2 disponibles)
- Groupement de marche d’observation de l’armée des Alpes (regroupant les GAO 503, 511, 2/514, 518 et 545) :  4 Mureaux 115 (2 disponibles)
- Groupement d’observation de Corse (ex-GAO 550) : 5 Mureaux 115/7 (3 disponibles)

Quelques appareils furent également évacués vers l’Afrique française du Nord, puisque le 1er juillet 1940 fut créé à Marrakech un groupement d’observation et de transport disposant de 9 Mureaux 115/117 et 29 Potez 540.
Tous ces appareils furent rapidement envoyés à la casse après signature de l’armistice.